# 予感 (Dir en greyの曲)
「予感」（よかん）はDIR EN GREYのメジャー5枚目のシングル。

## 概説
- アルバム『GAUZE』の先行シングル。読売テレビ・日本テレビ系ドラマ『女医』エンディングテーマに起用された。
- この曲で『ミュージックステーション』[1]、『ポップジャム』、『COUNT DOWN TV』に出演して、注目を集めた。『ミュージックステーション』出演時、ヴォーカルの京は「今まで出したシングルの中で1番メロディアスな曲。みんなも歌いやすいと思う」と語っていた。
- バンドにとって、8cmシングル最後の作品となった。

## 曲目
1. 予感
（詞:京 曲:Die 編曲:Dir en grey&YOSHIKI）
1つの恋愛をテーマにした内容になっている。終盤に語りのような部分があるが、これはDieからの提案で、その内容は詞のメインになっているとのこと。2007年発売のベストアルバム「DECADE 1998-2002」収録バージョンは一部内容が異なっており、終盤の語りの後のパートに歌詞の呟きが追加されている。
2024年に発表されたシングル「The Devil In Me」には、リアレンジバージョンが収録されている。
2. Cage (▷∣◁ Mix)
（詞:京 曲:薫 編曲:YOSHIKI&Dir en grey） 
前シングル曲「Cage」のリミックス。
リミックスは元Nine Inch Nailsのクリス・バンナが担当。